# Stažist (televizijska serija)
Stažist (eng. Scrubs) je američka humoristična televizijska serija, dobitnica nagrada Emmy i Peabody, koja je s prikazivanjem počela na NBC-u 2. listopada 2001. Osmislio ju je Bill Lawrence, a producirala tvrtka ABC Studios (prije poznata kao Touchstone Television).

## O seriji

### Radnja
Ova polusatna komedija fokusira se na bizarna iskustva novopečenog stažista Johna "J.D." Doriana, koji počinje novi život u bolnici krcatom nepredvidljivim osobljem i pacijenti - u bolnici u kojoj se susreću tragedija i humor.
U novom J.D-jevom svijetu pridružuje se i njegov prijatelj s koledža, Chris Turk, te J.D.-jeva prijateljica-stažistica Elliot Reid. Stažistima pomažu šef odjela doktor Bob Kelso; uobraženi doktor Perry Cox i brižljiva medicinska sestra Carla Espinosa. Bolnički domar također ne propušta priliku da gnjavi svoju metu koja mu se nađe na putu.

### Premisa
Svijet u kojem se radnja odvija je stvaran, no vrlo neuobičajen, pogotovo za bolnicu. Serija na neobičan način koristi humor i nadrealne sekvence, do granice teškog razlučivanja između stvarnosti i J.D.-jevih maštarija i snoviđenja. 

### Mjesto i vrijeme radnje
Radnja se odvija u neimenovanom gradu u državi Kaliforniji, u vremenu u kojem je serija snimana, počevši od 2001. Scenaristi često koriste kulturne reference na aktualne događaje u vremenu snimanja kao izvor humora.

## Uloge

### Trenutna glumačka postava
- Donald Faison kao doktor Christopher Turk (sezona 1-9)
- John C. McGinley kao doktor Perry Cox (sezona 1-9)
- Ken Jenkins kao doktor Robert "Bob" Kelso (sezona 1-8; gost u 9.)
- Zach Braff kao doktor John "J.D." Dorian (sezona 1-8; gost u 9.)
- Sarah Chalke kao doktorica Elliot Reed (sezona 1-8; gost u 9.)
- Judy Reyes kao Carla Espinosa (sezona 1-8; gost u 9.)
- Neil Flynn kao Domar (sezona 1-8)

### Gostujuće uloge
- Robert Maschio kao doktor Todd "The Todd" Quinlan (sezona 1-8)
- Aloma Wright kao Laverne Roberts (sezona 1-6; sezona 8)
- Aloma Wright kao Shirley (sezona 7)
- Christa Miller kao Jordan Sullivan (sezona 1-8)
- Johnny Kastl kao doktor Doug Murphy (sezona 1-8)
- Travis Schdult kao doktor Keith Dudemeister (sezona 5-8)
- Elizabeth Banks kao doktorica Kim Briggs (sezona 5-8)
- Heather Graham kao doktorica Molly Clock (sezona 4)

## Nagrade i nominacije
- Zlatni globus, 2005.
  - nominacija za Zacha Braffa za najbolju glavnu mušku ulogu u humorističnoj TV seriji

- Emmy, 2005.
  - nominacija za najbolji casting u humorističnoj TV seriji
  - nominacija za najbolju humorističnu TV seriju
  - nominacija za Zacha Braffa za najbolju glavnu mušku ulogu u humorističnoj TV seriji
  - nominacija za najbolju montažu s više kamera

- Emmy, 2004.
  - nominacija za najbolju montažu s jednom kamerom
  - nominacija za najbolji scenarij u humorističnoj TV seriji

- Emmy, 2003.
  - nominacija za najbolji casting u humorističnoj TV seriji

- Emmy, 2002.
  - nominacija za najbolji casting u humorističnoj TV seriji
  - nominacija za najbolju režiju u humorističnoj TV seriji

## Vanjske poveznice
- Službene web-stranice serije Stažist
- Popis glazbe korištene u seriji